# Klovn
 For alternative betydninger, se Klovn (flertydig). (Se også artikler, som begynder med Klovn)
En klovn er en komisk artist, der er ansat til at optræde i en varieté eller et cirkus. Klovne er karakteristiske ved deres groteske påklædning, parykker og sminkning, og de optræder overdrevet kejtet og klodset i alt, hvad de foretager sig. Klovne har let til højlydt gråd – til publikums fryd – når de er uheldige – og let til triumferende latter, når løjerne går ud over nogle af de andre klovne. De tilsyneladende så kejtede klovne er ofte blændende dygtige akrobater, jonglører og musikere.
Før i tiden lærte en klovn arbejdet fra barnsben, mens familien turnerede med forskellige cirkus. I dag findes der højt estimerede undervisningsinstitutioner, for eksempel The Clown Conservatory i San Francisco, der uddanner cirkusklovne til de store og berømte cirkus verden over.
Traditionelt er der fire forskellige klassiske klovnefigurer, med forskellig påklædning og fysiognomi: Auguste typen, den hvide klovn, vagabond-klovnen og karakter-klovnen.

## Baggrund og historie
Klovnenes historie er lang og går tilbage til oldtid og middelalder. Der har altid været nogle, der har imødekommet behov for morskab og lystighed. I cirkus, forventer man at der er både gys og grin, mange vil ligefrem synes, at det ikke er en rigtig cirkusforestilling, hvis der ikke han er klovn med.
Ordet klovn stammer fra det latinske colonus, som betyder bonde. Og man kan da også hos nogle klovne fornemme noget landligt med genklag fra en tid, hvor der var store forskelle mellem land og by. Bykulturen var fin og fornuftig, landlivet var mere primitivt og lidt tilbagestående. Den klovnnetype, der kaldes August, kom fra landet – populært sagt: "kom ind med 4-toget" – hvor han mødte den hvide klovn. De to klovne stod for to kulturer, to livsformer og to måder at anskue livet på.
I mange år var klovnen oftest en mand, men der er også kvinder, især i nyere tid, for eksempel som den hvide klovn.

### Entre
På cirkussprog siger man, at klovnen gør entre – man bruger ikke ordet optræde. Og ordet klovn bruges i cirkus om den hvide klovn. Det er ham, der er klovnen. Hans modspiller kaldes August eller Dummepeter. På Dyrehavsbakken og i hovedstadsområdet bruges vist mest ordet Dummepeter. I Jylland hedder han August, men der har man også følt arven fra August Miehe, som var en August.
Mange klovne har deres egen entre – en akt, som de selv har lavet. Og nogle kan kun lave denne ene og laver ikke andre end den, de plejer. Mange kan sikkert huske Rastelli-klovnene fra Cirkus Schumann og Holiday on Ice, hvor de skyder et klaver i stumper og stykker, en entre der blev deres kendemærke og de altid udførte.
I nyere tid ser man ofte, at den klassiske klovn eller den klassiske klovneduo eller klovnetrio er afløst af en komiker, som med en blanding af rekvisitter, gags, ord og finurlige påfund overtager klovnens opgave – at vække munterhed, for eksempel Cirkus Arenas italienske soloklovn, Jimmy Folco.
Klovneentreer, med flere klovne, er ofte med en livlig dialog, mens de gensidigt prøver at snyde, genere og herse med hinanden. Den danske artist Georg Pless' samling "Repertoire over Solo, Dobbelt og Tredobbelt Entreer. Repricer" fra 1918 dækker genren med 120 numre. Han er kendt som Clown Georgy.
Klovnen kan medvirke i en forestilling på flere måder. Det kan være i et eller to numre, som er klovnens eget eller som pauseklovn, hvor klovnen kommer ind og udfylder tiden mellem to numre, mens der opstilles eller fjernes rekvisitter i manegen. Klovnen kan også være repriseklovn, som lægger op til det næste nummer eller kommer ind gentagne gange med små entreer, så publikum lærer klovnen at kende lidt efter lidt, og derved langsomt opbygger sin karakter.
Ikke sjældent er der musikalske indslag i klovnenumrene, der viser, at klovne er habile musikere på trompet, trækharmonika, violin eller et andet musikinstrument. Klovnen Grock kunne spille hele 24 instrumenter og italienske Alfredo Rastelli kunne spille på to trompeter samtidigt.
Musikstykket Gladiatorernes indtog associeres ofte med klovnerier.

### Klassiske klovneentreer
De klassiske klovneentreer, som går igen fra generation til generation, tager nogle klovne ofte op på ny. Blandt de mest kendte er: Spejlentreen, Lille bi, giv mig honning, Kunstskytteentreen og Boksemaskinen. Hos familien Arli i Cirkus Arli oplever man ofte klassiske entreer, som familien har støvet af og aktualiseret. Substansen er den samme, men der er sat et Arli-aftryk på dem.

#### Spejlentreen
En af de mest kendte klassiske klovneentreer er spejlentreen, der hævdes at være opfundet af Lupino i 1862. Utallige klovne har udført denne entre – tillige Marx Brothers i filmen Duck Soup fra 1933 – der forudsætter to identiske klovne samt ofte en hvid klovn.
Kurt Møller Madsen beskriver spejlentreen således i bogen Cirkus fra 1964: "Intrigen er yderst simpel, men byder på rig mulighed for udfoldelse for de optrædende. 2. august har vigtige ting for, og medens han forretter et ærinde, beder han sin kammerat om at skaffe et spejl i legemstørrelse. 1. august går ud for at hente spejlet, og kort efter høres fra ridegangen et frygtelig spektakel som af glas, der splintres. Ind kommer august med spejlet, hvis glas er reduceret til en lille trekant i det ene hjørne. Den er gruelig gal, men da hans kollega ved sin tibagekomst viser sig at være temmelig beruset, får 1. august den geniale ide at agere spejlbillede for den anden, ved i et og alt at følge hans bevægelser, når han spejler sig. Det komisk fremkommer ved den præcision, hvormed dette forehavende i begyndelsen gennemføres, og ved de små urgelmæssigheder, der lidt efter lidt vækker 2. augusts mistanke, og ved spændingen: hvor længe kan han holde den gående?"

### Klovnens rekvisitter
Kurt Møller Madsen skrev i bogen Cirkus (s.161): "Klovnens hovedrekvisit er publikum. Det er publikums følelser, klovnen jonglerer med." Det indskrænker den tid en klovn kan øve sig, til når forestillingen er i gang. Rekvisitten kan være forskellig, da publikum kan være veloplagt eller uoplagt. Hvis det sidste er tilfældet, er det klovnens opgave at fange dem og gøre dem veloplagte.
Det påstås tillige, at en klovn først folder sig ud, når klovnen har livserfaring eller manegeerfaring. For eksempel sluttede tårnlineakrobaten Manfred Doval sin karriere som Valdo the Clown. Publikum sidder både foran og bag ved bag ved klovnen, så klovnen ikke altid se dem, ligesom skuespilleren kan se publikum fra en scene. Det er ikke tilstrækkeligt at sminke sig og sætte en rød næse på og så gå ind i manegen og skabe sig tosset, klovnen skal have en færdighed med sig, ud over at være klovn. Ofte er færdigheden musikalitet.
Hvis klovnen har en længere entre, kan der være brug af mange rekvisitter. For eksempel brugte de musikalske klovne Rastelli mange rekvisitter, der undervejs gik i stykker eller faldt fra hinanden, før de sluttede af med et eksploderende piano.
Eftersom cirkus – i hvert fald tidligere – var en international affære, hvor artisterne på turné – og i særdeleshed klovnerne måtte lære sig fremmedsprog nok til at kunne kommunikere med publikum overalt – er klovnesprog blevet nærmest identisk med latterlige udgaver af de respektive landes nationalsprog. Det gør naturligvis ikke den tilsigtede komiske effekt mindre. På dansk grund er "Jai schkal skinne maj" blevet et klassisk klovnecitat.

## Den hvide klovn
Den hvide klovn er den oprindelige klassisk klovnefigur. I cirkus er den hvide klovn typisk fin, dannet og særdeles myndig type. Han har røde ører, højrød sminket mund, en lidt sørgmodig mine, fint sminkede øjenbryn og måske også en skønhedsplet på kinden. Han er klædt i elegant spraglet, ofte pailletbesat kostume, nærmest en kjole, med spidsbukser, og en høj hvid kalot hovedbeklædning. Denne klovn er typisk den fornuftige af dem, og må tit ryste på hovedet, ad de andres tåbeligheder og skælde dem huden fuld. Det får han aldrig andet ud af, end selv at blive til grin.
Den hvide klovn er den ældste af alle klovne og kan spores tilbage gennem commedia dell'arte og middelalderlige hofnarrister til teatrene i det antikke Grækenland, hvor komiske skuespillere ofte malede deres ansigter hvide, så de bedre kunne ses. Den hvide klovn udviklede sig til to typer med forskellig fremtoning. Dels den elegante, som kendes fra cirkus, og dels Pjerrot, der oprindeligt var møllersvend og derfor er han farvet hvid af mel og i en hvid dragt med store knapper samt med ”sovsekande” som hat.
Den hvide klov kan yderligere opdeles i tre grupper. De er Den klassiske (europæiske) hvide klovn, nogle gange kaldet den "mest majestætiske og smukke" af de hvide klovne, der er en elegant klovn, som Pjerrot eller Harlekin fra commedia dell'arte. Den rene hvide klovn (The Straight Whiteface), der ligner den klassiske, men er mere farverig og mere munter. Og, Den groteske hvide klovn, der ligner den rene hvide klovn i farve og munterhed, men er mere absurd og med overdrevne træk og tøj.
Den hvide mime-klovn er også en elegant klovn og selvfølgelig kendt for ikke at tale, men at føle følelser gennem kropssprog og ansigtsudtryk. Den franske mimiker Marcel Marceau er et eksempel.

## Auguste-klovnen
Auguste-klovnen med stor rød næse, meget store sko og vildt uredt hår, tit med skaldepande, er kun én af mange variationsmuligheder. Oprindelsen til Auguste-typen tilskrives flere, blandt andre klovnen Charlie Rivel. Navnet "Auguste" kan også stamme fra den kendte danske klovn August Miehe (1889-1936), der optrådte som dummepeter. En anden orindelse kan komme fra det plattyske ord for bondeknold, auguste. Det vigtigste er at skabe en komisk figur, der er let genkendelig på lang afstand.
Det klassiske Auguste-udseende er det modsatte af Den hvide klovn, med fremtrædende kødtoner og sort-hvide træk, en stor kugleformet næse og ekstravagante uoverensstemmende kostumer, for eksempel overdimensionerede slips og meget små hatte. Auguste er en blanding af Den hvide klovn og Vagabonden, ikke så ulykkelig som Vagabonden, men vildere og bredere end Den hvide klovn. Han er nogle gange Den hvide klovns hjælper, næsten altid hovedparten af Den hvide klovns vittigheder, og han vil helt sikkert ødelægge enhver opgave.
August-klovnen er naiv, barnlig, trodsig, samt måske både en snu og enfoldig modspiller til den hvide klovn. Hans sko er store, fordi han står solidt plantet med begge ben på jorden. Hans kostume er farvestrålende og for stort, da der skal være plads til at udfolde sig.

## Vagabond-klovnen
Vagabonden er en unik amerikansk klovnetype, på engelsk kaldt "Tramp". Nogle mener, at ideen om Vagabonden opstod med de hjemløse personer, der rejste langs togstrækninger under Den store depression. Den klassiske Tramp ser ud som et sodet ansigt, med hvidt omkring øjnene og munden, og kan referere tilbage til kulrøgen fra USA's jernbanegårde. Vagabonden er hovedpersonen i jokes, hvor for eksempel hans bagdel bliver sparket eller hans ansigt bliver vådt af en sprøjtende blomst. De sædvanlige træk ved Tramp-klovnen inkluderer et kød-tonet ansigt, skæg af skægstubbe, rød næse, laset jakkesæt, hat og fingerløse handsker.
Vagabonden kan yderligere opdeles i tre grupper, selvom grunddragten forbliver den samme for hver. De er Den klassiske vagabond, forladt og undertrykt, kommer gennem livet med en regnsky over hovedet. Hoboen eller Vagabonden fra jernbanen, der er glad for at være fri af samfundet og hvis manerer ofte er elegante og raffinerede. Og, Posedamen (The Bag Lady), en kvindelig version af Vagabond eller Hobo. Vagabond-klovnen blev gjort berømt af Charlie Chaplin, Emmett Kelley og Red Skelton.

## The Chaplin Connection
Charlie Chaplin, filmens klovn nr. 1 og hans gode ven Charlie Rivel, der tog sit kunstnernavn efter ham, var som klovne så meget på linje, at de ikke rigtigt vidste hvem, der imiterede og parodierede den anden. Siden har filmkomikere ladet sig inspirere af cirkusklovntraditionen: Buster Keaton, Gøg og Gokke, Marx Brothers m.fl..

## Onde og uhyggelige klovne
Amerikansk klovnetradition adskiller sig fra den europæiske ved at udklædning og sminkning er mere overdrevet og grotesk, så klovnene kan virke uhyggelige. Især børn bliver bange for deres evige grin med de højt optrukne mundvige. Det er en uhyggeeffekt, der flittigt er blevet benyttet i gyserfilm. Batmanfilmenes onde "Joker" og Stephen King's "It"s "Pennywise" er eksempler på det klovneagtige/onde og uhyggelige. Simpsonkultseriens klovn "Krusty", der er blevet tv-klovn, er en sådan ondskabsfuld figur.

## Kendte klovne
Internationale klovne
- Bozo
- Charlie Rivel
- Dubsky Rivel Clowns (Joseph Albert Dubsky)
- Grock
- Emmett Kelly
- Oleg Popov
- Rastellis
- Ronald McDonald
- Rudi Llata
- Toto Chabri

Danske klovne
- Brødrene Miehe med bl.a. August Miehe og Harald Madsen (Bivognen)
- Buster (Buster Larsen)
- Clown Georgy
- Gaston
- Gugele (Frederik Schmidt)
- Søren Arli